# Diebolsheim
Diebolsheim település Franciaországban, Bas-Rhin megyében. Lakosainak száma 673 fő (2022. január 1.). Diebolsheim Bindernheim, Friesenheim, Rhinau, Sundhouse és Wittisheim községekkel határos.

## Népesség
A település népességének változása:
| Lakosok száma | 680  | 702  | 745  | 694  | 684  | 675  | 672  | 670  | 673  |
|               | 2013 | 2015 | 2016 | 2017 | 2018 | 2019 | 2020 | 2021 | 2022 |